# SV Ried
SV Ried là một câu lạc bộ bóng đá Áo có trụ sở ở Ried im Innkreis. Đội bóng thi đấu trên sân nhà Keine Sorgen Arena, sân vận động có sức chứa 7.680 chỗ ngồi. Sau khi xuống hạng khỏi Bundesliga mùa giải 2016–17, SV Ried trở lại Giải bóng đá vô địch quốc gia Áo 2020-21 sau khi vô địch Giải bóng đá hạng nhất quốc gia Áo 2019-20. Vì lý do tài trợ, hiện tại câu lạc bộ có tên gọi SV Guntamatic Ried.

## History

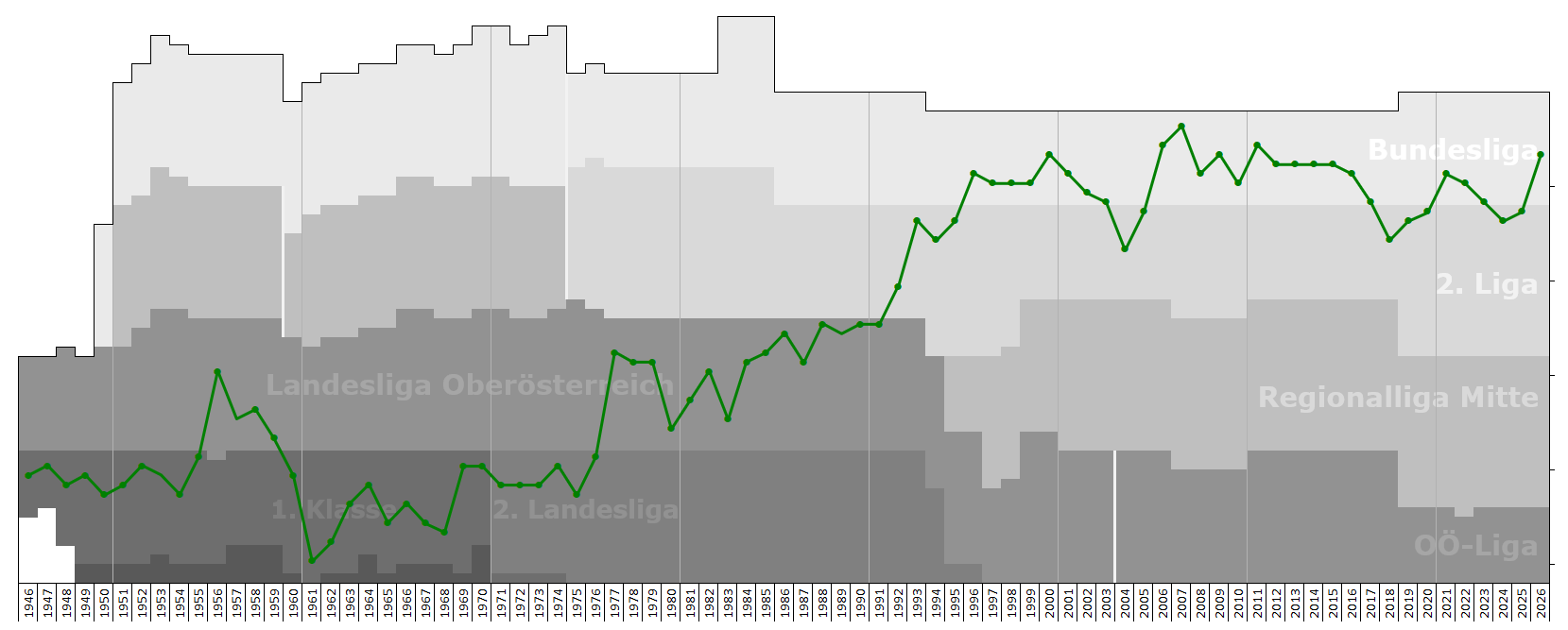
Biểu đồ thành tích giải vô địch của SV Ried

Câu lạc bộ được thành lập vào ngày 5 tháng 5 năm 1912 với tên gọi Sportvereinigung Ried, và chơi ở các giải khu vực của Thượng Áo cho đến năm 1991, có lần đầu tiên đăng quang các giải đấu quốc gia. SV Ried lần đầu tiên giành được suất thăng hạng cao nhất của bóng đá Áo vào năm 1995.
SV Ried có được vinh dự lớn đầu tiên vào năm 1998 khi giành Cúp bóng đá Áo, đánh bại Sturm Graz 3–1 in the final. trong trận chung kết. Năm 2003, Ried bị xuống hạng, kết thúc 8 năm thi đấu ở giải hạng nhất. Hai mùa giải sau, Ried giành lại vị trí Bundesliga, trở thành nhà vô địch Erste Liga vào ngày 23 tháng 5 năm 2005 sau chiến thắng 3–2 trước Kapfenberg. Trong mùa giải tiếp theo (2005–06) Ried đạt vị trí thứ 4 ở giải đấu cao nhất của đội cho đến nay, tại Bundesliga. Năm sau, đội đã cố gắng cải thiện thêm một lần nữa khi về nhì và trở thành á quân. Sau một phần ba đầu tiên của mùa giải, đội dường như phải chiến đấu với cuộc chiến trụ hạng và bị mắc kẹt ở vị trí cuối cùng trong năm vòng đấu. Tuy nhiên, ban lãnh đạo câu lạc bộ vẫn tin tưởng vào khả năng huấn luyện của Helmut Kraft, đó thực sự là một quyết định đúng đắn. Mười hai trận không thua trong phần ba thứ hai của mùa giải và năm trận thắng trong số năm trận gần nhất từ các trận đấu vòng 32–36 đã đảm bảo cho câu lạc bộ kết thúc giải đấu cao nhất ở vị trí thứ hai và một suất tham dự vòng sơ loại đầu tiên của UEFA Cup.

## Danh hiệu
- Cúp bóng đá Áo

Vô địch: 1997–98, 2010–11
- Giải hạng nhất quốc gia Áo

Vô địch: 2004–05, 2019–20

## Cầu thủ

### Đội hình hiện tại
Tính đến 23 tháng 2 năm 2022
Ghi chú: Quốc kỳ chỉ đội tuyển quốc gia được xác định rõ trong điều lệ tư cách FIFA. Các cầu thủ có thể giữ hơn một quốc tịch ngoài FIFA.
| Số | VT | Quốc gia | Cầu thủ                |
| -- | -- | -------- | ---------------------- |
| 1  | TM | Áo       | Samuel Şahin-Radlinger |
| 2  | HV | Áo       | Luca Meisl             |
| 4  | TV | Áo       | Marcel Ziegl           |
| 5  | HV | Áo       | Michael Lercher        |
| 7  | TV | Áo       | Marcel Canadi          |
| 9  | TĐ | Áo       | Seifedin Chabbi        |
| 10 | TV | Đức      | Julian Wießmeier       |
| 11 | TV | Áo       | Daniel Offenbacher     |
| 12 | TV | Áo       | Ante Bajic             |
| 16 | TV | Áo       | Markus Lackner         |
| 17 | TV | Áo       | Philipp Pomer          |
| 18 | TĐ | Đức      | Robin Ungerath         |
| 20 | TV | Áo       | Murat Satin            |
| 21 | TĐ | Croatia  | Leo Mikić              |

| Số | VT | Quốc gia    | Cầu thủ                                   |
| -- | -- | ----------- | ----------------------------------------- |
| 22 | TV | Áo          | Stefan Nutz                               |
| 23 | HV | Áo          | Josef Weberbauer                          |
| 24 | HV | Croatia     | Tin Plavotic                              |
| 25 | HV | Áo          | Felix Seiwald                             |
| 26 | TV | Áo          | Nicolas Zdichynec                         |
| 30 | HV | Serbia      | Miloš Jovičić                             |
| 32 | TM | Áo          | Christoph Haas                            |
| 33 | TM | Áo          | Jonas Wendlinger                          |
| 36 | TM | Áo          | Patrick Moser                             |
| 37 | TV | Serbia      | Nikola Stošić                             |
| 55 | TV | Bờ Biển Ngà | Gontie Diomande                           |
| —  | TĐ | Mali        | Nene Dorgeles (mượn từ Red Bull Salzburg) |

### Cho mượn
Ghi chú: Quốc kỳ chỉ đội tuyển quốc gia được xác định rõ trong điều lệ tư cách FIFA. Các cầu thủ có thể giữ hơn một quốc tịch ngoài FIFA.
| Số | VT | Quốc gia | Cầu thủ |
| -- | -- | -------- | ------- |

### Số áo giải nghệ
27 –  Sanel Kuljić, tiền đạo (2003–06)

## Lịch sử ban huấn luyện
- Klaus Roitinger (1 tháng 7 năm 1988 – 31 tháng 5 năm 1999)
- Heinz Hochhauser (1 tháng 7 năm 1999 – 31 tháng 5 năm 2000)
- Helmut Kronjäger (1 tháng 7 năm 2000 – 20 tháng 4 năm 2001)
- Alfred Tatar (21 tháng 4 năm 2001 – 21 tháng 3 năm 2002)
- Gerhard Schweitzer (26 tháng 3 năm 2002 – 13 tháng 5 năm 2003)
- Klaus Roitinger (tạm quyền) (14 tháng 5 năm 2003 – 31 tháng 5 năm 2003)
- Petar Segrt (1 tháng 7 năm 2003 – 31 tháng 12 năm 2003)
- Andrzej Lesiak (1 tháng 1 năm 2004 – 30 tháng 6 năm 2004)
- Heinz Hochhauser (1 tháng 7 năm 2004 – 31 tháng 5 năm 2006)
- Helmut Kraft (1 tháng 6 năm 2006 – 22 tháng 10 năm 2007)
- Thomas Weissenböck (22 tháng 10 năm 2007 – 6 tháng 4 năm 2008)
- Michael Angerschmid (tạm quyền) (9 tháng 4 năm 2008 – 30 tháng 6 năm 2008)
- Georg Zellhofer (8 tháng 5 năm 2008 – 2 tháng 7 năm 2008)
- Gerhard Schweitzer (tạm quyền) (2 tháng 7 năm 2008 – 11 tháng 7 năm 2008)
- Paul Gludovatz (11 tháng 7 năm 2008 – 19 tháng 3 năm 2012)
- Gerhard Schweitzer (tạm quyền) (20 tháng 3 năm 2012 – 31 tháng 5 năm 2012)
- Heinz Fuchsbichler (1 tháng 6 năm 2012 – 6 tháng 11 năm 2012)
- Gerhard Schweitzer (tạm quyền) (6 tháng 11 năm 2012 – 9 tháng 12 năm 2012)
- Michael Angerschmid (9 tháng 12 năm 2012 – 31 tháng 5 năm 2014)
- Oliver Glasner (1 tháng 6 năm 2014 – 31 tháng 5 năm 2015)
- Helgi Kolviðsson (1 tháng 6 năm 2015 – 16 tháng 8 năm 2015)
- Paul Gludovatz (16 tháng 8 năm 2015 – 30 tháng 6 năm 2016)
- Christian Benbennek (1 tháng 7 năm 2016 –)

## Thành tích tại đấu trường châu Âu
Q = Vòng loại
PO  = Play-Off
| Mùa giải | Giải đấu              | Vòng    | Quốc gia   | Câu lạc bộ        | Sân nhà | Sân khách | Tổng tỉ số |
| -------- | --------------------- | ------- | ---------- | ----------------- | ------- | --------- | ---------- |
| 1996     | UEFA Intertoto Cup    | Bảng 4  | Ba Lan     | Zagłębie Lubin    |         | 1–2       |            |
| 1996     | UEFA Intertoto Cup    | Bảng 4  | Đan Mạch   | Silkeborg IF      | 0–3     |           |            |
| 1996     | UEFA Intertoto Cup    | Bảng 4  | Wales      | Conwy United      |         | 2–1       |            |
| 1996     | UEFA Intertoto Cup    | Bảng 4  | Bỉ         | RSC Charleroi     | 1–3     |           |            |
| 1997     | UEFA Intertoto Cup    | Bảng 12 | Hy Lạp     | Iraklis Saloniki  | 3–1     |           |            |
| 1997     | UEFA Intertoto Cup    | Bảng 12 | Malta      | Floriana          |         | 2–1       |            |
| 1997     | UEFA Intertoto Cup    | Bảng 12 | Gruzia     | Merani-91 Tbilisi | 1–3     |           |            |
| 1997     | UEFA Intertoto Cup    | Bảng 12 | Nga        | Torpedo Moskva    |         | 0–2       |            |
| 1998–99  | UEFA Cup Winners' Cup | 1       | Hungary    | MTK Budapest      | 2–0     | 1–0       | 3–0        |
| 1998–99  | UEFA Cup Winners' Cup | 2       | Israel     | Maccabi Haifa     | 2–1     | 1–4       | 3–5        |
| 2001     | UEFA Intertoto Cup    | 1       | Gruzia     | WIT Georgia       | 2–1     | 0–1       | 2–2        |
| 2006     | UEFA Intertoto Cup    | 2       | Gruzia     | Dinamo Tbilisi    | 3–1     | 1–0       | 4–1        |
| 2006     | UEFA Intertoto Cup    | 3R      | Moldova    | Tiraspol          | 3–1     | 1–1       | 4–2        |
| 2006–07  | UEFA Cup              | Q2      | Thụy Sĩ    | Sion              | 0–0     | 0–1       | 0–1        |
| 2007–08  | UEFA Cup              | Q1      | Azerbaijan | Neftchi Baku      | 3–1     | 1–2       | 4–3        |
| 2007–08  | UEFA Cup              | Q2      | Thụy Sĩ    | Sion              | 1–1     | 0–3       | 1–4        |
| 2011–12  | UEFA Europa League    | Q3      | Đan Mạch   | Brøndby IF        | 2–0     | 2–4       | 4–4        |
| 2011–12  | UEFA Europa League    | PO      | Hà Lan     | PSV               | 0–0     | 0–5       | 0–5        |